# Dorina Budai
Dorina Budai (ur. 20 stycznia 1992) – węgierska szpadzistka.

## Życiorys
W swoim dorobku ma brązowy medal mistrzostw Europy (2013) w konkurencji drużynowej.